# سكليورسكوب
سكليورسكوب هو جهاز يستخدم لقياس الصلادة الارتدادية، وهو عبارة عن كرة من الصلب يتم رميها من ارتفاع ثابت معلوم. اختُرع الجهاز عام 1907. كتحسين لهذه الطريقة التقريبية اختُرع عام 1970 اختبار ليب لقياس الصلادة بالارتداد، و الذي يَستخدم نسبةً بين سرعتي الاصطدام و الارتداد ( تُقاس بواسطة محث مغناطيسي) لحساب الصلادة.

## روابط خارجية
- Mechanical Properties of Metals
- Scleroscope Hardness Test نسخة محفوظة 4 سبتمبر 2009 على موقع واي باك مشين.
- Testing the Hardness of Metals